# Gustavo Luzzatti Dal´Pozzo
Gustavo Luzzatti Dal'Pozzo (Porpetto, provincia de Udine, 7 de noviembre de 1857-Busdongo, 21 de diciembre de 1917) fue un reconocido ingeniero italiano de la empresa ferroviaria Compañía de los Caminos de Hierro del Norte de España (CCHNE).

## Biografía
Nacido en la localidad friulana de Porpetto (Udine) el 7 de noviembre  de 1857 en el seno de una noble ilustre familia italiana. Hijo del abogado Cavaliere (Ordine militare di Savoia) Girólamo Luzzatti, que participó como S. Teniente de los bersaglieri del ejército piamontés  en la defensa de Vicenza de 1848 (Batalla de Monte Berico), y en la batalla de Novara (1849), dentro de lo que fue la primera guerra de Independencia de Italia (por lo cual fue condecorado con la medalla al valor); y de la condesa Teresa Dal´Pozzo Ceccovi, hija del conde udinense Pietro Dal´Pozzo. 
Se hizo famoso en las universidades de Padua y Bolonia al obtener el título de licenciado en ciencias físico-matemáticas e ingeniero de caminos, canales y puertos con tan solo 20 años. Tan joven era, que tuvieron que dispensarle por Real Decreto la edad establecida para ello.
Era un gran políglota; hablaba correctamente, además de su lengua materna, español, francés, alemán, griego, latín, árabe,  ruso y los derivados de  las  lenguas eslavas. Nada más acabar sus estudios fue uno de los ingenieros constructores del famoso túnel ferroviario de San Gotardo, ubicado en Suiza, que atraviesa el Macizo de San Gotardo en los Alpes Lepontinos de norte a sur desde Göschenen hasta Airolo. 
Más tarde se trasladó a París, donde su tía Susanna estaba en la embajada de Italia. Allí intervino en las obras de construcción del Metropolitano de aquella ciudad. Además, figuró de manera sobresaliente entre los ingenieros que construyeron el famoso Túnel del Simplón, entre Suiza e Italia.
Llegó a España e ingresó como Jefe Técnico Superior en la Compañía de los Caminos de Hierro del Norte de España, tras haber actuado  como ingeniero director de las obras del ferrocarril de Madrid a La Coruña. Construyó, entre otras, las líneas de Villalba a Segovia, de Villafranca a Ribadeo, de Peñarroya a Puente del Arco. Electrificó los tranvías en Madrid y formó parte, junto con Miguel Otamendi, de los ingenieros que llevaron a cabo el Proyecto de construcción de la primera línea de metro, de Puerta del Sol a Cuatro Caminos, inaugurada 17 de octubre de 1919 por su majestad Alfonso XIII. Sin embargo, debido a su prematuro fallecimiento antes de la finalización de las obras, se silenció su nombre.
Su afición a la fotografía y su fascinación por el paisaje español hace que el periódico ABC cuente con él como corresponsal fotográfico en el noroeste de la Península.
Demostró en cuantos cargos desempeñó un extraordinario sentido de la responsabilidad y cumplimiento del deber, hasta el extremo de que, en  las tremendas  nevadas ocurridas en 1917,  ante la imposibilidad de dejar expedita la vía del ferrocarril en la zona de Pajares (Busdongo), se solicitó su intervención a tal fin, y no sólo accedió a ello, sino que fue al frente de  los obreros en el vagón quitanieves. Despejada completamente la vía volvía a casa, con tan mala fortuna que, en el paso del Puente de Baños, la máquina descarriló, arrastrando consigo a la locomotora cayendo por un terraplén al río Bernesga. Este trágico suceso supuso la muerte instantánea del ingeniero el 21 de diciembre de 1917 a los 60 años.

## Familia
Hermano que fue del magistrado del Tribunal Civil y Penal de Udine y procurador general de Venecia Leone Luzzatti, del «maggiore» Ugo Luzzatti (muerto en la Primera Guerra Mundial) y Rosalía Isabella Luzzatti, esposa del conde Francesco Friggeri.
Se casó con Margarita Quiñones y de Armesto, hija del Caballero de la Orden de Malta Adriano Quiñones y Fernández-Baeza, descendiente de Francisco Antonio de Álamos Quiñones, I marqués de Villasinda, y sobrino del diputado Pascual Fernández Baeza ; y de su mujer Petra de Armesto Fernández, nieta del senador berciano Nemesio Fernández García. El matrimonio tuvo seis hijos, Jerónimo, Teresa, Susana, Emilia, Margarita y Gustavo Luzzatti y Quiñones.